# Retaule de Sant Lluc
El retaule de Sant Lluc (en italià: Polittico di San Luca) és un retaule políptic de pintura sobre taula del pintor renaixentista Andrea Mantegna. El retaule consta de dos registres amb dotze personatges, set en el superior i quatre en la part l'inferior. Es troba conservat en la Pinacoteca de Brera a Milà.

## Història

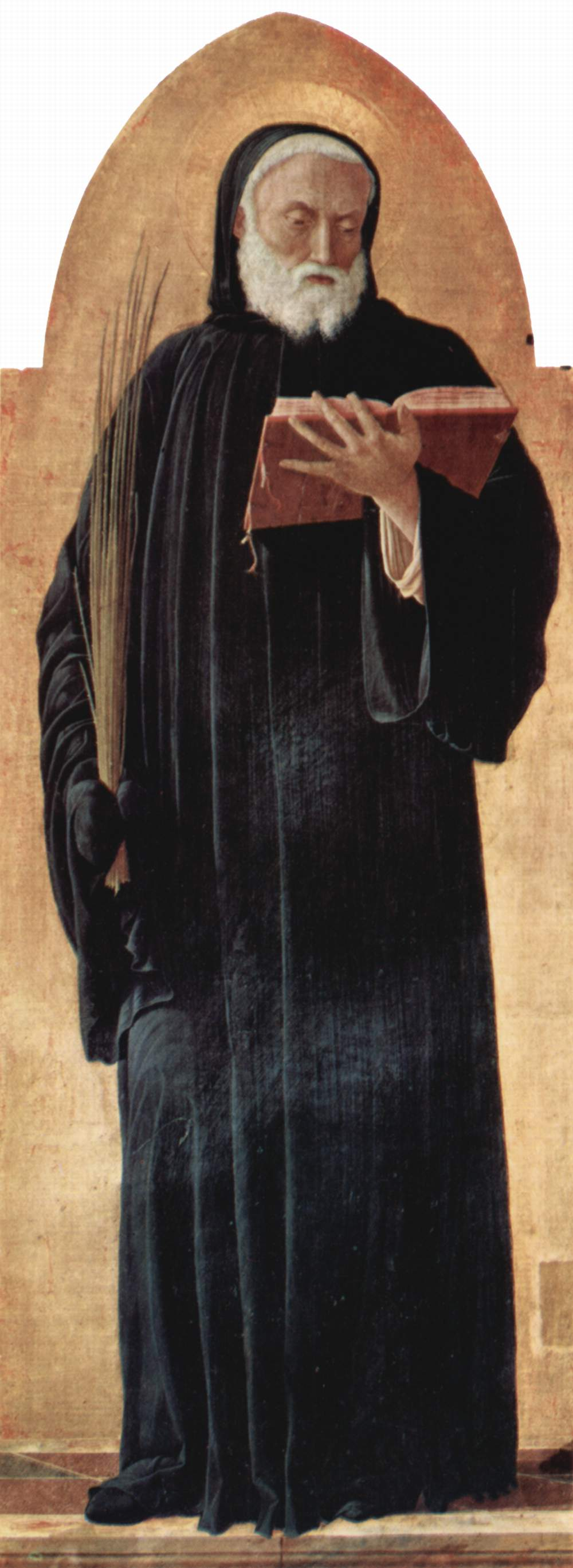
Sant Benet, fundador de l'orde benedictina rerpresentat al retaule de Sant Lluc

El retaule va ser realitzat originàriament per a l'altar de la capella de Sant Lluc de l'Abadia de Santa Justina de Pàdua. El seu patrocinador va ser Sigismondo de Folperti de Pavia -qui va entrar a l'Orde de Sant Benet sota el nom de germà Mauro-. El contracte para la seva execució es va signar el 10 d'agost de 1453. El retaule va romandre allà fins a 1797. Passant a ser destinat a l'Acadèmia de Milà l'any 1811.
Diversos plafons representen sants benedictins l'elecció dels quals està directament relacionada amb l'abadia i les relíquies guardades en aquesta església des del seu començament com monestir. Entre ells destaca el seu fundador Benet de Núrsia, tots estan citats en una miscel·lània del segle xiv de manuscrits de la biblioteca de l'abadia, còpia d'un antic text del segle xii titulat: Passio beatae Iustinae virginis, vita sancti Prosdocimi, legende sanctorum monasterii Sanctae Iustinae. Amb capítols dedicats a la predicació de sant Jeroni, de sant Lluc i a les històries de la descoberta de les relíquies d'altres sants.
L'obra va ser completada mentre l'artista estava treballant també en el fresc de la capella Ovetari per a l'església dels Ermitans (chiesa degli Eremitani). El marc perdut, segons els documents va ser tallat pel mestre Guglielmo a Verona, i el daurat i la pintura d'atzurita com pigment blau, es va pagar al febrer 1455 al mestre Guzon.

## Descripció

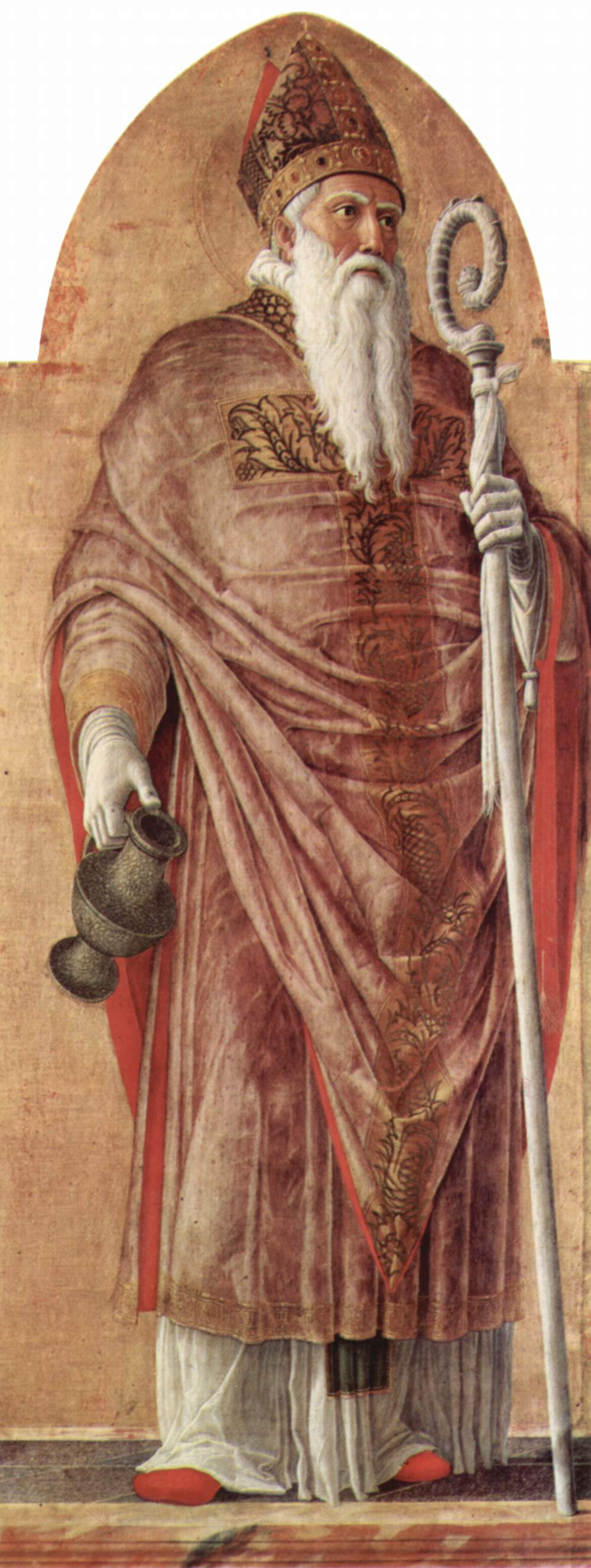
Sant Prosdòcim

Es tracta d'un retaule sobre taula de 177 × 230 cm pintat entre 1453 i 1454. El marc original de fusta havia de ser semblant al retaule de Sant Zeno, estar dissenyat pel mateix artista y i es connectava amb la unitat total dels plafons.
A l'obra es fonen elements arcaics com el fons d'or i les diverses proporcions de les figures, amb característiques innovadores com la unificació espacial de la perspectiva en la policromia del marbre que fa de base als sants del registre inferior, i la vista en escorç que s'aprecia des de la part baixa dels personatges del registre superior, en extrem sòlid i monumental, que amb la cornisa original havia de fer l'efecte d'acostar-se a una galeria amb arcs posada ben alts per damunt de l'espectador. Les figures tenen els contorns nítids, que mostren la lluentor quasi metàl·lica dels colors.

### Registre inferior

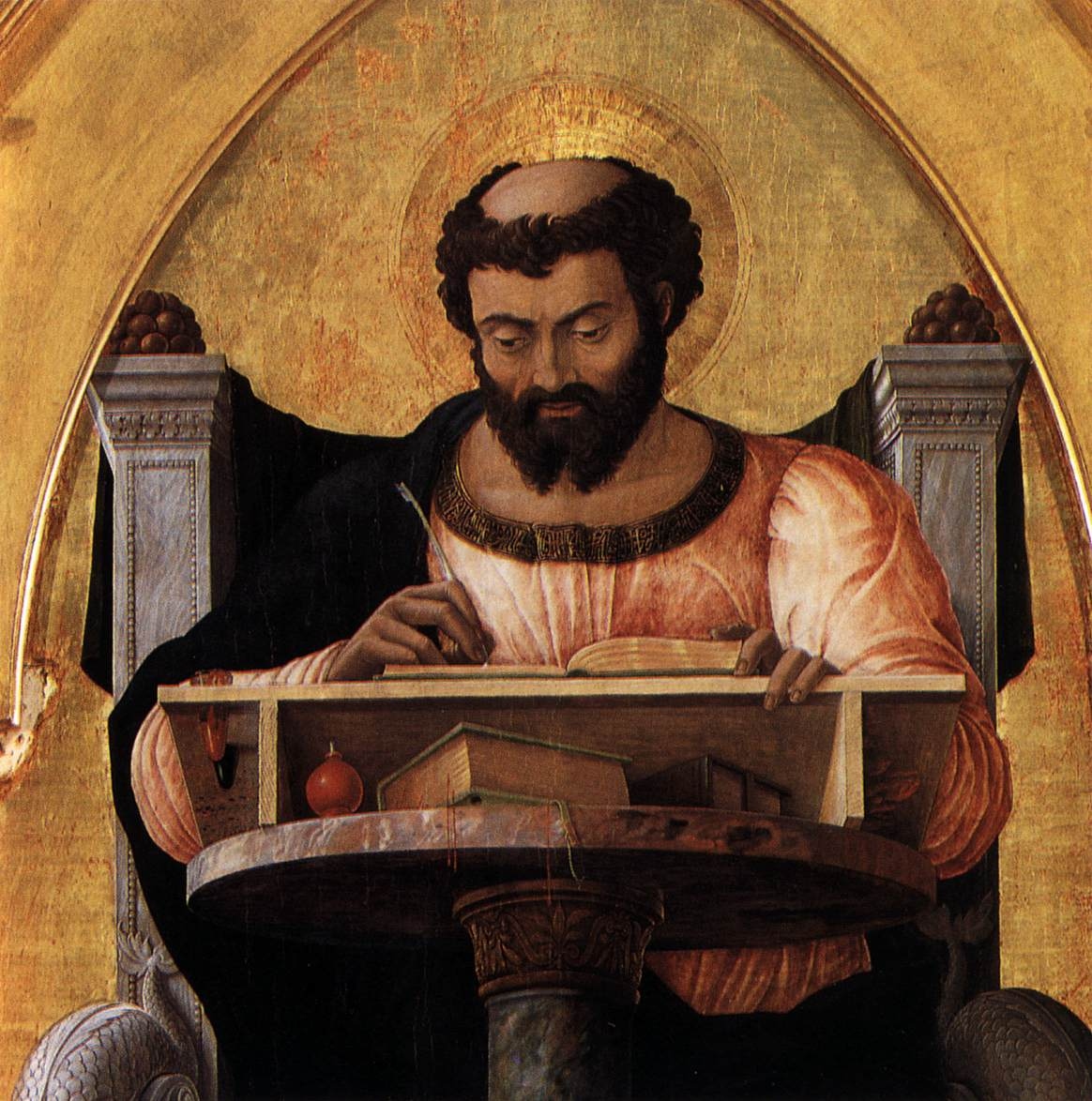
Detall de Sant Lluc

A la banda inferior, la figura central és la de sant Lluc Evangelista (140 × 67 cm), assegut en el que sembla un tron de marbre amb dofins tallats als braços del seient, marbres policroms i medallons. El sant està concentrat en la redacció de l'Evangeli, que descansa sobre un pla inclinat de fusta, col·locat per damunt d'una taula de marbre circular sobre un alt pedestal. Entre el pla de l'escriptura i la base de marbre, dintre d'una prestatgeria, hi ha una natura morta amb dos llibres, un llum vermell i dos tinters inserits en dos forats en la fusta superior, que contenen tinta vermella i negra. La visió des de la part inferior fins a la part superior està ben tractada i la representació dels marbres amb policromia, és un exemple derivat del seu mestre Francesco Squarcione. L'elecció de retratar a Lluc com un amanuense, amb summa cura en la descripció de les eines de treball, és, sens dubte, vinculat a la presència d'un important scriptorium en l'abadia de Santa Justina.
D'esquerra a dreta són reconeguts els personatges. santa Escolàstica, amb l'hàbit en negre de monja benedictina i amb el llibre de la Regla. sant Prosdòcim, amb vestidures episcopals, el bàcul pastoral i la gerra, símbol del baptisme. sant Benet, amb un hàbit negre, el llibre de la Regla i un feix de vares, que representen la norma de la Regla. santa Justina amb la palma del martiri i un punyal clavat en el cor, -una variació de l'espasa amb la qual es va decapitar a la santa-. Santa Escolàstica era la germana de sant Benet i santa Justina va ser batejada per sant Prosdòcim, la seva disposició dins el retaule, crea una valuosa alternança cromàtica entre els hàbits negres de vestir dels religioses regulars i roba de color clar i rosa dels dos patrons de Pàdua. Cadascuna d'aquestes taules laterals mesuren 118 × 42 cm.
A la columna de marbre on es troba el faristol de sant Lluc, hi és la signatura d'Andrea Mantegna: OPUS / ANDREAE / MANTEGNA.

### Registre superior

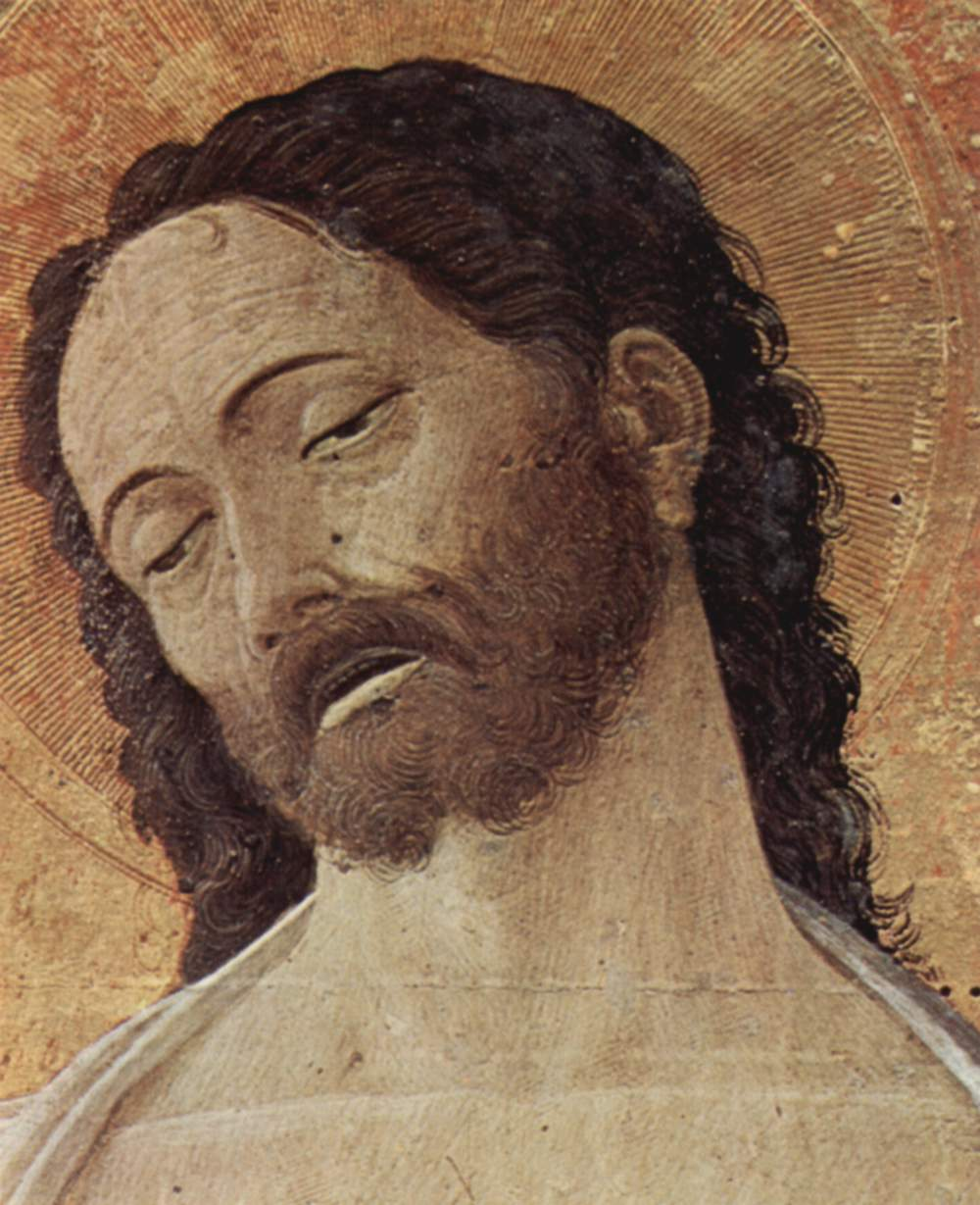
Detall del rostre de Crist

Al registre superior, en el centre es troba Crist en una fase de la seva Passió (51x30 cm) amb Maria i Joan Evangelista (70x19 cm cada plafó), on s'aprecia la similitud amb el relleu de bronze del Crist Mort de l'altar de Sant Antoni de Pàdua realitzat per Donatello. I encara que Mantegna no arriba al drama profundament humà de l'escultor florentí: la ferida de Crist no sembla tocar el seu cos gairebé petrificat i el seu sofriment s'ha millorat gràcies als gests de les dues figures dolgudes de Joan i Maria en els laterals.
L'escena està flanquejada per quatre sants: d'esquerra a dreta. Sant Daniel de Pàdua –un dels sants patrons de Pàdua–. Sant Jeroni amb el mantell vermell de cardenal i una pedra a la mà, amb la qual es va copejar el pit en senyal de penitència. sant Agustí o sant Màxim bisbe de Pàdua, amb la mitra i el bácul pastoral i sant Sebastià, com a soldat amb una espasa i la palma del martiri. Tots els personatges del registre superior semblen estar col·locats en una galeria, només mostren una mica més de mig cos. Cadascun d'aquests plafons mesuren 69 × 40 cm.